# Djin (Gassan)
Pour les articles homonymes, voir Djin.
Djin est un village du département et la commune rurale de Gassan, situé dans la province du Nayala et la région de la Boucle du Mouhoun au Burkina Faso.